# Calvin L. Rampton

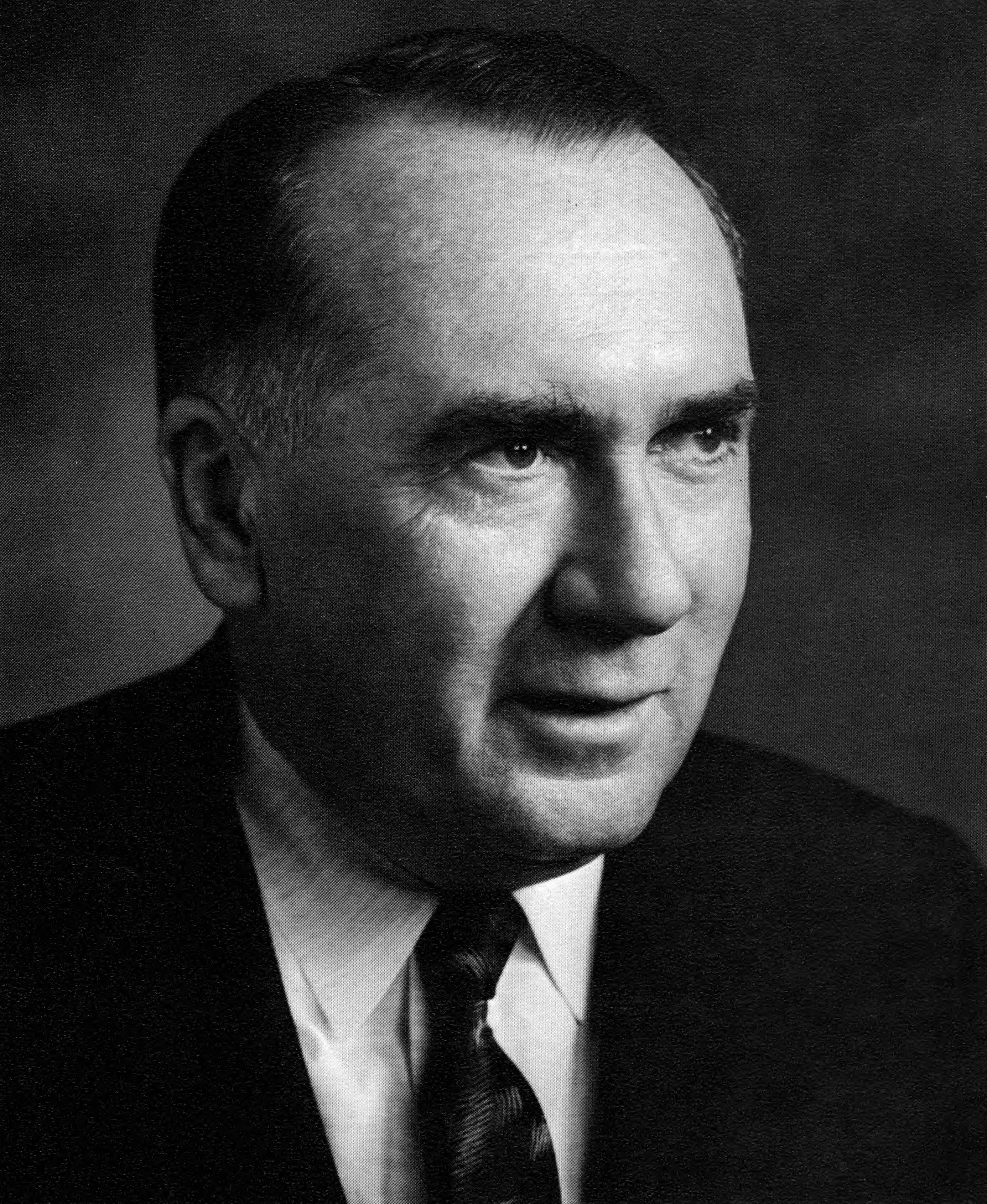
Calvin L. Rampton

Calvin Lewellyn Rampton (* 6. November 1913 in Bountiful, Utah; † 16. September 2007 in Holladay, Utah) war ein US-amerikanischer Politiker (Demokratische Partei), der von 1965 bis 1977 Gouverneur des Bundesstaates Utah war.

## Frühe Jahre
Rampton machte einen Bachelor an der University of Utah, besuchte dann die George Washington University und machte anschließend noch einen Bachelor of Laws an der University of Utah Law School. Ferner diente er Anfang 1932 in der Utah National Guard und später während des Zweiten Weltkriegs in der US Army in Europa, wo er einen Bronze Star erhielt. Nach dem Ende des Kriegs kehrte er in die Vereinigten Staaten zurück, wo er zuerst Staatsanwalt von Davis County und dann stellvertretender Generalstaatsanwalt von Utah wurde.

## Gouverneur von Utah
Er wurde 1964 zum Gouverneur von Utah gewählt und bekleidete sein Amt vom 4. Januar 1965 bis zum 3. Januar 1977. Rampton war der erste Gouverneur in Utahs Geschichte, der zweimal wiedergewählt wurde. Seine Administration fokussierte eine industrielle Entwicklung, die Förderung des Tourismus in Utah, die Erhöhung der Bildungsressourcen und die Ausdehnung von Bauprogrammen in Erwartung einer steigenden Nachfrage, die aufgrund einer rasch wachsenden Bevölkerung auf höhere Bildungseinrichtungen vermittelt würden. Er gründete den Industrial Promotion Council und den Utah Travel Council. Ferner leitete er die Zivilrechtsgesetzgebung ein, die sich an der Bundespolitik anpasste. Er formte die Commission on the Organization of the Executive Branch of the Government (Little Hoover Commission), die Utahs Regierungstätigkeiten konsolidieren und rationalisieren sollte.
Darüber hinaus war er für mehrere Amtszeiten Mitglied des National Governors Association´s Executive Committees. In den letzten Monaten seiner dritten Amtszeit beschäftigte sich Rampton mit der umstrittenen Frage der Todesstrafe. Obwohl Gary Gilmore, ein überführter Mörder, der zum Tode verurteilt war, was auch seinem eigenen Wunsch entsprach, setzte Rampton die Durchführung der Todesstrafe aus, bis dem Begnadigungsausschuss genügend Zeit gegeben war den Fall noch einmal zu prüfen. Nachdem die Überprüfung abgeschlossen war, wurde die Todesstrafe angenommen und Gilmore zwei Wochen später, nachdem Rampton sein Amt verlassen hatte, hingerichtet.

## Weiterer Lebenslauf
Rampton kehrte zu seiner Tätigkeit in seiner Anwaltspraxis zurück.
Er war Mitglied der Kirche Jesu Christi der Heiligen der Letzten Tage. Mit seiner Ehefrau Lucybeth Cardon hatte er vier gemeinsame Kinder.